# Contardo Calligaris
Contardo Luigi Calligaris (Milão, 2 de junho de 1948 ― São Paulo, 30 de março de 2021) foi um renomado escritor, psicanalista e dramaturgo italiano radicado no Brasil. Foi colunista da Folha de S.Paulo.

## Biografia
Sua primeira formação foi em Epistemologia Genética, na Suíça, numa faculdade em que Jean Piaget palestrava. Nesse momento, os estudos de Calligaris foram direcionados às ciências sociais. Ao mesmo tempo, fez graduação em Letras que o permitiu ensinar teoria da literatura.
Mais tarde, em Paris, se dedicou ao doutorado em Semiologia, com Roland Barthes. Nesse momento, começou a fazer análise (como paciente), o que, a princípio, não tinha relação com sua formação. A partir dessa experiência passou a interessar-se por Psicanálise.
Tornou-se membro da Escola Freudiana de Paris em 1975. Durante esse período, frequentava as apresentações de casos de pacientes feitas por Jacques Lacan.
Doutor em Psicologia Clínica pela Universidade de Provença (França), onde defendeu a tese "A Paixão de Ser Instrumento", estudo sobre a personalidade burocrática. Professor de Antropologia na Universidade da Califórnia em Berkeley (Estados Unidos), e de Estudos culturais na The New School em Nova Iorque.
O primeiro contato com o Brasil foi em 1986, após a edição de seu primeiro livro de Psicanálise, "Hipótese sobre o fantasma". Devido a isso, o autor fez diversas palestras pelo país, onde acabou se casando. Em São Paulo, um grupo de analistas propôs que ele ficasse 15 dias a cada 2 meses no país, para se reanalisarem com ele. Calligaris achou a proposta interessante e aceitou, chegando a vir morar no Brasil posteriormente.
Além da vida acadêmica, escrevia semanalmente, no caderno ‘Ilustrada’, da Folha de S.Paulo, entre 1999 e 2021, foi autor de diversos livros e era torcedor do Coritiba.

### Morte
Morreu em 30 de março de 2021, em São Paulo, aos 72 anos. Estava internado no hospital Albert Einstein, em tratamento de um câncer. Além do filho, o cineasta Max Calligaris, deixa a atual companheira, a também psicanalista Maria Lúcia Homem.

## Artigos

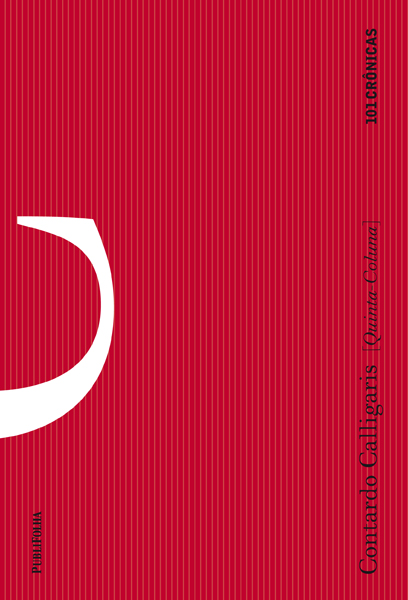
Livro "Quinta Coluna", coletânea de artigos do autor

Como colunista da Folha de S.Paulo desde 1999, Calligaris fez crítica cultural analisando filmes, livros, peças de teatro e outras formas culturais sob teorias da psicanálise, linguagem, filosofia e outras áreas do conhecimento. O psicanalista também passou por assuntos como relações, adolescência, guerra, dia-a-dia. Seu livro 'Quinta Coluna' reúne 101 de seus textos publicados em sua coluna semanal no jornal Folha de S.Paulo entre janeiro de 2004 e dezembro de 2007.

## Observações sobre alguns artigos
Em seu texto "A Marcha dos Pinguins e a origem da moral", Calligaris usa a longa jornada reprodutiva dos pinguins, repleta de privações, para aludir aos conceitos de moral impostos pela sociedade humana, na psicanálise chamada de superego, que muitas vezes se choca com o que de fato é o instinto humano, na psicanálise conhecido por id, conceitos estabelecidos por Freud, o pai da psicanálise. Ele discute a moral dos séculos XVII e XVIII, de tal forma que, independente da origem dos sentimentos morais, seu núcleo é tido como a capacidade de simpatizar com o outro e, portanto, de querer seu bem. Esse sentimento pode ser atribuído a uma variação mais amena do transitivismo, transtorno psicológico no qual o indivíduo confunde-se com pessoas ou objetos ao seu redor. Desta forma, identifica-se com o outro, ainda que seja um animal como um pinguins, formando assim as bases de seus pensamentos morais.
Calligaris também escreveu sobre uma questão muito interessante da psicologia: em que medida o sofrimento psíquico de um indivíduo afeta seu entendimento de mundo? Em seu texto "É possível estar mal e pensar direito?", o autor usa o resultado de pesquisas científicas que comprovam o chamado "realismo depressivo" para mostrar que a depressão pode trazer benefícios e qualidades ao sujeito. Ele dá o exemplo de Abraham Lincoln, baseado no livro "A Melancolia de Lincoln: Como a Depressão Desafiou um Presidente e Alimentou sua Grandeza", de Joshua Wolf Shenk, que prova que Lincoln foi clinicamente deprimido por toda a vida e que o estado depressivo do presidente foi algo vantajoso para sua conduta na condução do país. Calligaris ainda cita o livro de Kay Redfield Jamison, "Tocados pelo Fogo: a Doença Maníaco-depressiva e o Temperamento Artístico", que mostra que uma cura apressada da depressão privaria o mundo de inúmeros talentos artísticos e literários.

## Livros
- Hipótese sobre o fantasma (Artmed, 1986)
- Introdução a uma Clínica  Diferencial das Psicoses (Artmed, 1989)
- Crónicas do Individualismo Cotidiano (Ática, 1996)
- Hello Brasil (Escuta, 2000 [6ª ed.])

Além do relato de uma viagem, o psicanalista Contardo Calligaris passeia pelo território brasileiro trazendo ao leitor muito pensamento e reflexão. O autor explora na viagem um aspecto que é aparentemente muito comum aos brasileiro: o fato de mal conhecerem sua própria terra e sua cultura.
- A Adolescência (coleção: "Folha Explica", Publifolha, 2001)

Nesse livro, Contardo Calligaris escreve sobre uma das fases mais enigmáticas e inconstantes do ser humano: a adolescência. Com uma visão mais crítica e clínica da psicologia, o autor mostra um pouco mais sobre essa fase que ele considera ser uma das formações culturais mais poderosas de nossa época.
- Terra de Ninguém (Publifolha)
- IIha Deserta (Publifolha, 2003)
- Cartas a um jovem terapeuta (Alegro, 2007)

O livro traz uma série de cartas escritas pelo próprio Calligaris para estudantes, profissionais ou pessoas interessadas na área da psicologia. Calligaris compartilha seu conhecimento e discute diversas questões da profissão por meio de perguntas e respostas. Comenta também sobre situações como começo da carreira, diferença entre psicoterapia e psicanálise e situações como quando um paciente se apaixona pelo terapeuta entre diversos outros assuntos.
- Conto do Amor (Companhia das Letras, 2008)

O livro conta a história do psicoterapeuta Carlo Antonini e sua ida à Itália. Nessa viagem, Antonini se depara com semelhança entre seu falecido pai e as imagens do jovem São Bento em uma parede. Uma conversa que teve com seu pai revelava que em outra vida teria sido ajudante do pintor dessas imagens. Além disso, o enredo segue cheio de surpresas e um envolvimento amoroso em meio à Segunda Guerra Mundial.
- Quinta Coluna (Publifolha, coletânea de textos publicados no jornal Folha de S.Paulo, no caderno Ilustrada)
- A Mulher de Vermelho e Branco (Companhia das Letras, 2011)

O livro conta a história de um psicanalista chamado Carlo Antonini e o tratamento de um paciente. Inicialmente, o que parecia uma consulta trivial se desenvolve numa trama. O autor conta, então, o paralelo de seu paciente entre a festa "vermelho e branco" dos filhos e o encontro com uma antiga namorada.
- Todos os Reis Estão Nus (Três Estrelas, 2013)

'Todos os reis estão nus', diz o título do livro. O indivíduo contemporâneo depende do olhar dos outros, pois não tem essência - como uma cebola, é feito de mil cascas sobrepostas, sem caroço central. O famoso menino que denunciou a nudez do rei talvez gritasse hoje que embaixo da roupa régia não há nada ou quase nada. É fácil imaginar as consequências disso - inseguranças, insatisfações abstratas, questionamentos que provocam angústia sobre quem somos e como os outros nos veem. O autor, porém, não é nostálgico - nosso 'mal-estar' é apenas o preço que pagamos pelo privilégio de pertencer a uma época em que a vida é uma aventura, e a rebeldia, um valor.

## Televisão
Calligaris, juntamente com Thiago Dottori (VIPs), foi roteirista da série Psi, do canal HBO. Dirigida por Marcus Baldini, que também dirigiu o filme Bruna Surfistinha, e pelo filho Max Calligaris, a série conta a história dentro e fora de consultório, do psicanalista, psicólogo e psiquiatra Carlos Antonini, interpretado por Emílio de Mello, que também atuou em Cazuza - O Tempo Não Pára. A série teve sua estreia em 23 de março de 2014, às 21h. Fazem parte do elenco Claudia Ohana, Aida Leiner, Raul Barreto e outros.